# 八頭司悠友
八頭司 悠友（やとうじ ゆうすけ、1997年1月24日 - ）は、日本の俳優。京都府出身。放映新社所属。

## 人物
- 京都府立京都八幡高校 卒業
- 2015年より俳優活動をスタート
- 趣味・特技：卓球、関西弁
- 4人兄弟の長男。

## 出演作品

### 舞台
2025年12月上演予定
- 「スリー・キングダムス Three Kingdoms」[1]
- 【原作】サイモン・スティーヴンス
- 【翻訳】小田島創志
- 【演出】上村聡史

2025年1月上演
- 水戸芸術館プロデュース公演
- 「世界のすべては、ひとつの舞台～シェイクスピアの旅芸人」
- 【原作】W.シェイクスピア
- 【翻訳】小田島創志
- 【演出】大澤遊

2024年10月上演
- 名取事務所
- 「少年Bが住む家」
- 【作】李 ボラム
- 【演出】宋 英徳
- 【役】デファン

2024年4月上演
- 義庵 4th ACT「ちいさき神の、作りし子ら」
- 【脚本】マーク・メドフ
- 【演出】小笠原響

2024年3月上演
- 木村美月の企画第3弾『汎愛奇譚集』
- 「ある不器用な家族の冒険」
- 【作】木村美月
- 【演出】山崎元晴
- 「東京猫」
- 【作】木村美月
- 【演出】渡邊りょう

2023年11月上演
- iaku
- 「モモンバのくくり罠」
- 【作・演出】横山拓也

2022年10月上演
- 新国立劇場 開場25周年記念公演
- 「レオポルトシュタット」
- 【作】トム・ストッパード
- 【演出】小川絵梨子

2022年4月上演
- 新国立劇場 シリーズ「声 議論, 正論, 極論, 批判, 対話…の物語」 Vol.1
- 「アンチポデス」
- 【作】アニー・ベイカー
- 【演出】小川絵梨子

2021年7月上演
- 新国立劇場
- 「反応工程」
- 【作】宮本 研
- 【演出】千葉哲也

2020年10月上演
- 名取事務所
- 「少年Bが住む家」
- 【作】李 ボラム
- 【演出】眞鍋卓嗣

### ◆TV
フジテレビ
- 「ハッピー・オブ・ジ・エンド」
- 【役】間宮
- 【監督・脚本】古厩智之

テレビ朝日
- 「暴太郎戦隊ドンブラザーズ」
- 【監督】田﨑竜太
- 【脚本】井上敏樹
- ※第一話メインゲスト（吉岡役）

TBS
- 日曜劇場「この世界の片隅に」
- 【脚本】岡田惠和
- 【演出】土井裕泰・吉田健

WOWOW
- 連続ドラマＷ「悪党 ～加害者追跡調査～」
- 【監督】瀬々敬久
- 【脚本】鈴木謙一

TBS
- 月曜名作劇場／森村誠一サスペンス「魔性の群像 刑事・森崎慎平4」
- 【監督】中野昌宏
- 【脚本】石原武龍・宮崎健

### ◆映画
2024年公開
- 「PLAY!〜勝つとか負けるとかは、どーでもよくて〜」
- 【監督】古厩智之
- 【脚本】櫻井剛

2022年公開
- 「ラーゲリより愛を込めて」
- 【監督】瀬々敬久
- 【脚本】林民夫

2020年公開
- 「日本独立」
- 【監督】伊藤俊也
- 【脚本】伊藤俊也

2020年公開
- 「青くて痛くて脆い」
- 【監督】狩山俊輔
- 【脚本】杉原憲明

### ◆CM
- 2016　久光製薬「アレグラFX」
- 2016　三菱倉庫